# 木賃宿

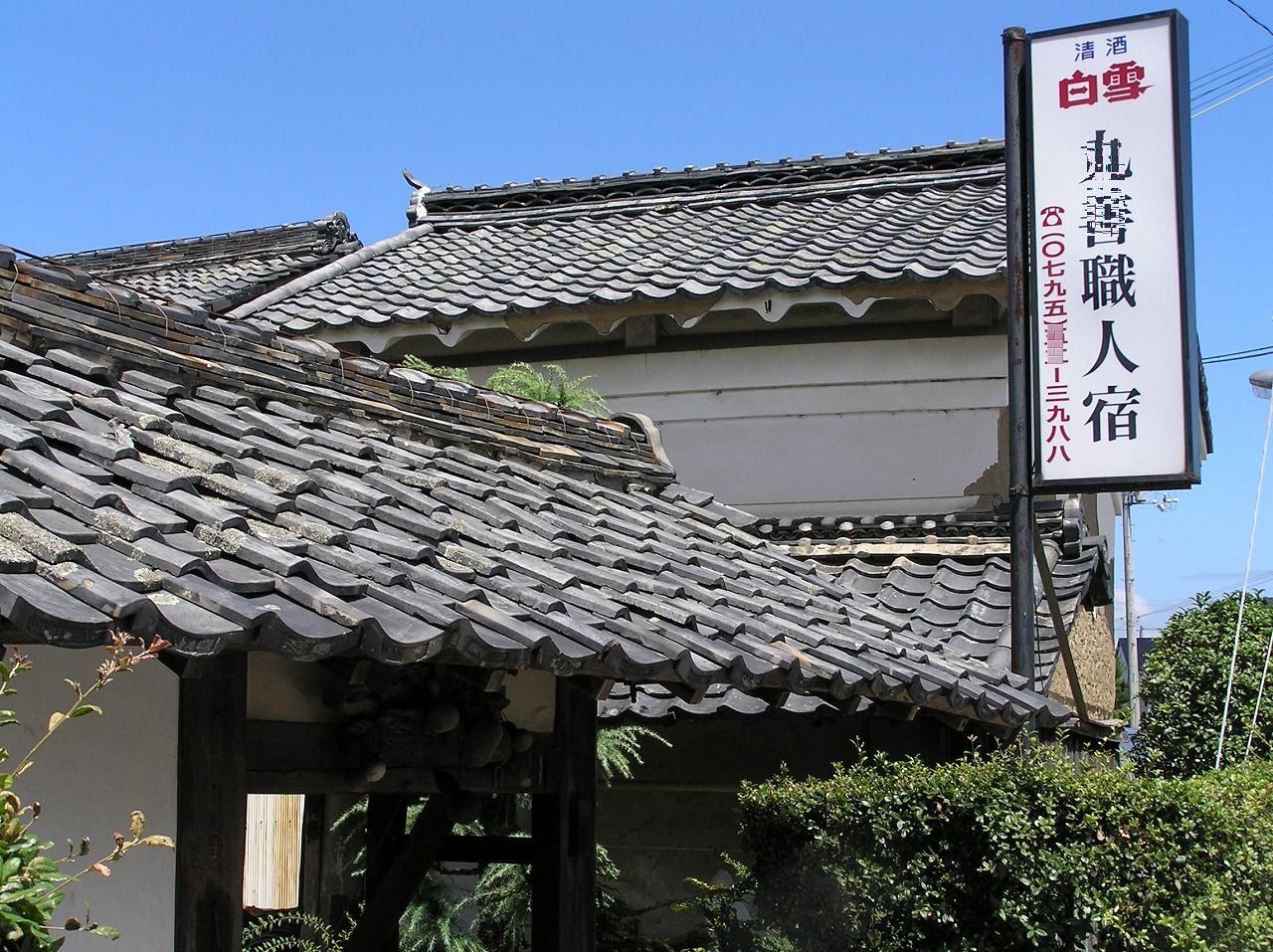
木赁宿

木赁宿是江户时期各街道宿场最便宜的旅馆。旅馆不提供食物，旅行者必须自炊甚至要自带被褥。也被称为「木钱宿」（きせんやど）。
木赁的「木」是柴火的意思。也就是只收柴火费的旅馆的意思。住宿的时候还必须支付炉灶和水井的费用。可以在附近的市场买菜来烧。如果不愿自己动手可以付钱让旅馆阁楼裡的老婆婆帮着烧。

## 相关项目
维基共享资源上的相關多媒體資源：木賃宿
- 宿场
- 旅籠